# In the Vale of Sorrow
In the Vale of Sorrow è un cortometraggio muto del 1915 diretto da Frank Cooley. Di genere drammatico, prodotto dalla American Film Manufacturing Company, il film aveva come interpreti Joe Harris, Virginia Kirtley, Fred Gamble.

## Trama
Frank Mathews è molto malato e il medico gli dà poco da vivere, dicendo che non riprenderà più conoscenza. Nan, sua moglie, è disperata: chi si curerà dei loro tre bambini? Con al fianco la piccola Mary, mentre si trova per strada, incrocia il ricco signor Van Arsdale, un uomo ben noto nella loro comunità che, al vedere il bel visino di Mary, esclama: "darei mille dollari per avere una bambina così". Nan decide di accettare quella proposta e gli consegna la piccola in cambio di mille dollari.

Qualche tempo dopo, Frank si riprende e, poco a poco, guarisce. La moglie pensa con angoscia al momento in cui dovrà dirgli di Mary e giunge alla conclusione che sia meglio che lui pensi che la figlia sia morta.

Ormai guarito, Frank riprende il suo lavoro di elettricista. Un giorno viene chiamato anche in casa di Mr. Van Arsdale. Il padre adottivo di Mary assiste di nascosto alla gioia di Frank che ritrova la figlia creduta morta. Dice al vero padre che sua figlia era perduta e che lui l'ha salvata. Poi, con tristezza, vede la piccola svanire per sempre.

## Produzione
Il film fu prodotto dalla American Film Manufacturing Company.

## Distribuzione
Distribuito dalla Mutual, il film – un cortometraggio in due bobine – uscì nelle sale statunitensi il 5 gennaio 1915.